# Stielgranate 41
La Stielgranate 41 (en alemán: "Granada de mango"; modelo 1941) era una granada antitanque de carga hueca y estabilizada por aletas, diseñada y construida en el III Reich. Era utilizada por el cañón antitanque PaK 36 de 37 mm, para poder dotar a este cañón de una mejor capacidad antitanque.

## Historia y desarrollo
Durante la Batalla de Francia, el PaK 36 tuvo problemas en penetrar el grueso blindaje los tanques franceses y británicos. En 1941, durante la Operación Barbarroja, el cañón se vio en total inferioridad ante los tanques medios soviéticos T-34 o los tanques pesados KV-1 y KV-2 debido a sus gruesos blindajes. El cañón fue reemplazado por otros más potentes, como el PaK 38 de 50 mm, pero no se produjeron nunca suficientes, y por eso se aumentó la capacidad antitanque del PaK 36 creando un nuevo tipo de munición, que pudiera enfrentar a los tanques soviéticos.

## Descripción

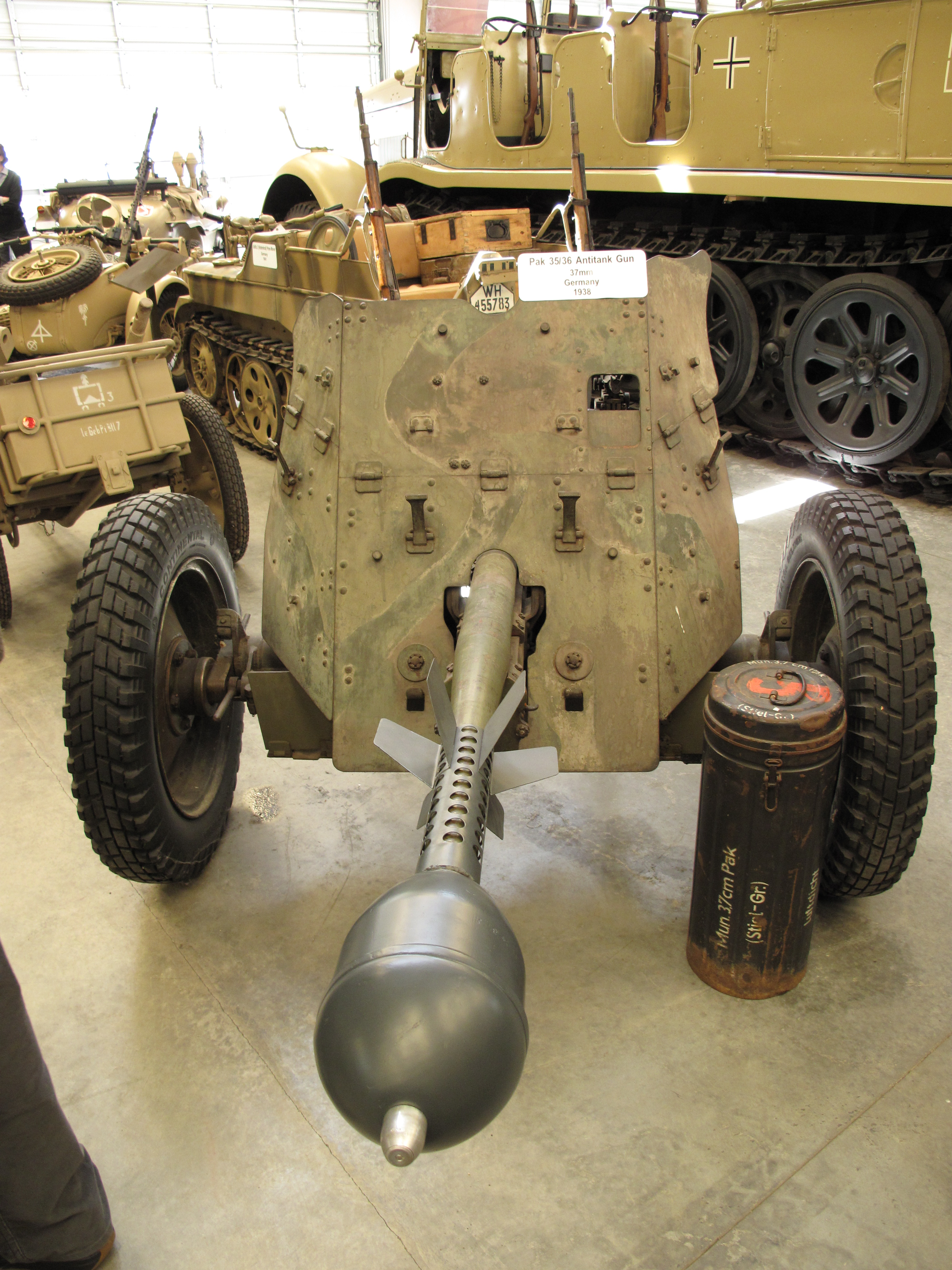
Un PaK 36 cargado con la Stielgranate 41.

El diseño era como el de las granadas de fusil, la única diferencia era que tenía un mayor tamaño. Una parte de su cuerpo, una varilla, era insertada en la caña del cañón; la otra parte era un tubo perforado, que rodeaba a la varilla. Era lanzada mediante un cartucho de fogueo especial, que propulsaba la granada con una velocidad de 110 m/s, con un alcance máximo de unos 800 metros (con el cañón elevado a 25°) y alrededor de 180 metros como distancia mínima (con el cañón elevado a 5°).
Estaba equipada con dos espoletas de artillería: una en la punta de la ojiva y otra en su base, para asegurar su detonación en caso de rozar o rebotar del objetivo. El gran calibre de su ojiva HEAT, con una carga hueca de 2,42 kg de explosivo de alto poder, era capaz de penetrar 180 mm de blindaje. El impacto de la granada era igualmente peligroso, sin importar la distancia, ya que el disparo no dependía de la distancia y el punto de impacto, gracias al efecto Munroe. Pero por culpa de la baja velocidad, la granada era muy imprecisa y tenía un alcance efectivo preciso de unos 300 metros.
Otra desventaja de la Stielgranate era que el cargador tenía que dejar la cobertura, ir a la boca del cañón e insertar otra granada en la caña.